# Жолковский, Александр Константинович
Алекса́ндр Константи́нович Жолко́вский (род. 8 сентября 1937, Москва, СССР) — советский и американский лингвист, литературовед, писатель и педагог, создавший работы по языку сомали, теоретической семантике, поэтике; художественной, мемуарной прозе. Кандидат филологических наук.

## Биография
Мать, музыковед Дебора (Павина) Семёновна Рыбакова (1904, Киев — 1954, Москва), выпускница Московской консерватории (1930), кандидат искусствоведения, преподавала историю музыки в музыкальном училище и на рабфаке при Московской консерватории; отец, Константин Платонович Жолковский (1904—1938), погиб во время байдарочного заплыва в Белом море, когда сыну не было и года. Воспитывался отчимом — музыковедом Львом Абрамовичем Мазелем. Бабушка и дедушка со стороны матери — доктор Семён Соломонович Рыбаков и стоматолог Софья Ефимовна Шейнис-Рыбакова — погибли в Бабьем Яре во время немецкой оккупации Киева. В детские годы жил на Моховой улице, дом № 9, в квартире родного брата бабушки — юриста и демографа Д. И. Шейниса (другой брат бабушки — доктор медицины и юриспруденции Л. И. Шейнис).
Окончил романо-германское отделение филологического факультета МГУ (1959). Сотрудник Лаборатории машинного перевода МГПИИЯ (1960—1974), где принял активное участие в разработке (совместно с И. А. Мельчуком) модели «Смысл ↔ текст». Окончил заочную аспирантуру Института восточных языков при МГУ (руководитель Н. В. Охотина) и в 1969 году защитил кандидатскую диссертацию «Синтаксис независимого утвердительного предложения в языке сомали», несмотря на административные препятствия, возникшие в связи с подписанием в 1968 году письма в поддержку арестованных диссидентов А. Гинзбурга и Ю. Галанскова. На основе диссертации опубликована монография «Синтаксис сомали» (1971), выполненная в рамках идеологии модели «Смысл ↔ Текст».
В 1974 году уволен из МГПИИЯ, после чего перешёл в институт «Информэлектро» (в группу Ю. Д. Апресяна), где в те годы имели возможность работать многие «неблагонадёжные» лингвисты.
В 1979 году эмигрировал, преподавал в Амстердамском университете. С 1980 года — в США, на кафедре русской литературы Корнеллского университета; с 1983 года — в Университете Южной Калифорнии в Лос-Анджелесе. Живёт в г. Санта-Моника.
Был женат на журналистке Ирине (Арине) Сергеевне Жолковской (1937—2021), позднее вышедшей замуж за правозащитника А. И. Гинзбурга. Нынешняя супруга — литературовед Л. Г. Панова (род. 1969).

## Научная деятельность
Соавтор (с И. А. Мельчуком) цикла работ о «лексических функциях» и «Толково-комбинаторного словаря» (полностью опубликован в Вене в 1984 г.). С середины 1970-х гг. занимается структурной поэтикой; в соавторстве с Ю. К. Щегловым разрабатывал так называемую поэтику выразительности. Более поздние литературоведческие (и литературные) работы — в жанре постструктурализма, «деконструкции» и «демифологизации». Автор монографий о Бабеле (в соавторстве с М. Ямпольским) и Зощенко, книги мемуарных виньеток «Эросипед», сборника старых рассказов и новых виньеток «НРЗБ. Allegro mafioso» и др.
Член редколлегии научных журналов «Новое литературное обозрение», «Przegląd Wschodnioeuropejski» (Ольштын), «Acta Neophilologica» (Ольштын), «Зборник Матице српске за славистику» (Нови-Сад) и международного славистического журнала «Slověne = Словѣне».

### Книги
- Жолковский А. Все свои. 60 виньеток и 2 рассказа / Александр Жолковский. - М.: Новое литературное обозрение, 2020. - 240 с.: ил. ISBN 978-5-4448-1227-3

### Интервью
- Пешкова Майя. Ненапрасные совершенства: между прозой и мемуаром: [Интервью с Александром Жолковским и Ладой Пановой]. Эхо Москвы (5 июля 2015). Дата обращения: 29 июля 2016.